# البيمارستان النوري
البيمارستان النوري يقع في قلب مدينة دمشق، ويعد واحداً من ثلاثة بيمارستانات اشتهرت بها المدينة. بناه الملك العادل نور الدين زنكي، وجعله مسشفى للمساكين والفقراء، ثم صار أحدَ أشهر المشافي ومدارس الطبِّ والصيدلة في البلاد الإسلامية، وهو أول مستشفى يبدأ في الاحتفاظ بالسجلات الطبية لمرضاه. كما كان البيمارستان مدرسة طبية مرموقة، تخرَّج منه وتعلَّم كبار الأطبَّاء مثل ابن سينا والزهراوي وابن النفيس.

## الموقع الجغرافي
يقع في قلب مدينة دمشق القديمة في الحريقة، جنوب غرب الجامع الأموي، شرق سوق الحَمِيدية.

## اللمحة التاريخية
يعد البيمارستان النوري من أهم المباني التاريخية في مدينة دمشق، وهو أحد ثلاثة (بيمارستانات) شُيدت فيها.
الأول بني قبله وكان يعرف باسم (بيمارستان الدقاقي) ثم سمي بالعتيق بعد بناء بيمارستان نور الدين والآخر بني في منطقة الصالحية (البيمارستان القيمري).
بناه الملك العادل نور الدين محمود الزنكي عام 543هـ/1154م, واشترط في وقفه أن يكون مخصصاً للفقراء والمساكين، وأوقف عليه جملة كبيرة من الكتب الطبية. وكان يتسع لألف وثلاثمائة سرير، وقد كان الأطباء يفدون إليه من كل البلاد. ولا يمنع منه الأغنياء، إذا لم تتوفر بعض الأدوية إلا فيه، ومن جاء إليه، فلا يمنع من شرابه، كائناً من كان، ولما حضر نور الدين إلى البيمارستان، أحضر له شراب، فشربه وقال: هذا حلال علي وعلى جميع المسلمين مثلي.
وتذكر بعض المصادر التاريخية أن المسلمين قد أسروا أحد الملوك الفرنج، وعند استشارة نور الدين لمجلس أعيانه، تم الاتفاق على أن يفك أسر هذا الملك مقابل فدية مالية تصرف في بناء البيمارستان ليكون مشفى يقدم الدواء والعلاج. كان البيمارستان يؤدي وظيفة هامة بالإضافة إلى معالجة المرضى، وهي تدريس وإعداد الطلاب ليكونوا أطباء، وقد عمل في الطبابة فيه أشهر الأطباء العرب، منهم ابن النفيس وابن أبي أصيبعة. وكان المرضى يتلقون الدواء والغذاء والكساء مجاناً حتى يتماثلوا للشفاء.
زار ابن جبير البيمارستان في القرن الثاني عشر فقال: (الأطباء يبكرون إليه في كل يوم، ويتفقدون المرضى، ويأمرون بإعداد ما يصلحهم من الأدوية والأغذية حسبما يليق بكل إنسان منهم. وللمجانين المعتقلين أيضاً ضرب من العلاج).
تعرض البيمارستان خلال حقب تاريخية طويلة إلى تغييرات وتعديلات شتى. فلقد قام الطبيب بدر الدين ابن قاضي بعلبك (والذي كان رئيساً للأطباء والجراحين) سنة 1239 م _637 هـ بتوسيع البيمارستان وأضاف فسحة سماوية ثانية مع خمس غرف.
في سنة 795 هـ، قام الصاحب شمس الدين البهنسي بتجديد إحدى قاعاته.
في سنة 803 هـ، تعرض للدمار على يد تيمورلنك، وبعد رحيله عاد لاستقبال المرضى، ولكن على نطاق ضيق.
في حدود سنة 850 هـ، قام الشيخ يوسف الباعوني بضبط البيمارستان، وعمر فيه مكاناً عظيماً يعرف به، واشترى أماكن وأضافها إلى وقفه.
في العصر العثماني، ولى نظارته (شوربزه حسن) الذي عمر جامع الياغوشية وخان المرادية، فأقام شعائره بعد أن كانت قد اندثرت، وعمر أوقافه، وأتى فيه من حسن التنمية ما لا مزيد عليه.
ولقد أشارت بعض الكتابات التاريخية المنقوشة فيه إلى أنه قد تم ترميم بعض أجزائه في الفترة المملوكية أيام السلاطين الملك الظاهر بيبرس، قلاوون، الناصر محمد. واستمر البيمارستان على وضعه هذا حتى أوائل القرن الرابع عشر وانتهى عصره بعد بناء المشفى الجديد بدمشق، وغادره أطباؤه العشرون إلى الأبد.
تحول سنة 1318 هـ إلى مدرسة للبنات في عهد السلطان عبد الحميد، وفي سنة 1358 هـ تحول إلى مدرسة تجارية حتى رمم أخيراً عام 1396 هـ وأصبح متحف الطب والعلوم عند العرب.

## الوصف المعماري
يعتبر المدخل الرئيسي للبيمارستان الأثر الأكثر ثراءً في عناصر الواجهات الخارجية حيث يفتح بالواجهة الغربية، له باب ذو مصراعين من الخشب، مصفحان بالنحاس، ومزخرفان بالمسامير النحاسية الموزعة هندسياً.
يعلو الباب زخارف جصية جميلة، صممت من تسع مداميك من المقرنصات التي تعتمد على شكل الورقة المجوفة. وهذا النوع من التشكيل فن جديد في سورية أتى به السلاجقة، كما أن تجويف البوابة فن جديد أيضاً، حيث تشاهد الأقواس المؤلفة من سبعة فصوص، كما تتكرر الأقواس الحدودية لسلسلة البوائك الصم مرتين في الداخل ضمن الانحناءات ويتخلل تلك المحاريب الصم أعمدة جدارية تتفرع من أعلاها على شكل شجرة النخيل.
يلي الباب غرفة مربعة (الدركاه) تقوم مقام الدهليز وطول ضلعها 5م، مزودة بإيوانين صغيرين شمالي وجنوبي، ومسقوفة بعقد مزين بزخارف ذات أقواس ومقرنصات جصية تشابه زخارف بوابة البيمارستان.
تنفتح الدركاه من الجهة الجنوبية على فسحة سماوية شبه مربعة أبعادها 20×15م تتوسطها بركة ماء مستطيلة أبعادها 7×8.5 م، ويحيط بالفسحة أربعة أواوين، تنفتح على جانبي كل إيوان غرفتان وكل فراغات هذا الأثر مسقوفة بالعقود المتقاطعة. وتحمل جدران الدركاه أشرطة كتابية تشير لأعمال الإصلاح التي تمت في العصر المملوكي وسقفت بقبة عالية تغطيها المقرنصات من الداخل والخارج وتعتبر هذه القبة مع قبة تربة نور الدين القريبة من البيمارستان مثالين فريدين في العمارة السورية.
-الأواوين: تنفتح الدركاه على صدر الإيوان الغربي الذي يغطيه قبو برميل مدبب ويفتح على الصحن بعقد مخموس، وفي الإيوان زخارف من المقرنصات وبابان يفتحان على جانبيه ويوصل كل منهما إلى قاعة مستطيلة ويقود كل منهما إلى باب آخر معقود يوصل إلى الفناء ويعلو كل باب منور من الجص المفرغ بشكل زخارف نباتية، أما الإيوان الشمالي المقابل فهو مشابه للإيوان الغربي ويفتح مثله على الصحن بعقد مخموس.
أما الإيوان الجنوبي فيتميز بكسوته الرخامية وبمحرابه الرخامي الرائع المسطح والمزخرف الذي يعلوه عقد من الرخام الملون محمول على عامودين مدمجين يعلوهما تاجان كورنثيان وحليت كوشتا عقد المحراب بالفسيفساء الرخامية وتحمل الكسوة الرخامية شكل الزنبقة التي تمثل رنك نور الدين.ويعتبر الإيوان الشرقي أكبر أواوين البيمارستان وأبعاده 8×7.5م وكان مخصصاً لجلوس الأطباء وإلقاء المحاضرات وهو كذلك معقود مثل الإيوان الغربي ويفتح به كتبيات. يعد البيمارستان من أهم العمائر الدمشقية التاريخية التي سبق أن تواجد فيها مشفى ومدرسة للطب.
جاء في وصية للموكل بالبيمارستان ما يلي:
«فليباشر ذلك قابضاً أموال هذه الجهة، متقدماً إلى الخدام والقومة بحسن الخدمة للعاجز والضعيف، مؤكداً عليهم في أخذهم بالقول اللين، دون الكلام العنيف، وليعلم أهل المكان أن وراءهم من يقابلهم على التقصير، وليذل جهده في ذلك».وقد طبق هذه المبدأ منذ اليوم الأول.
ذلك أن أول أطبائه، الطبيب محمد بن عبد الله المظفر الباهلي المتوفي سنة 570 هـ، وكان يدور على المرضى، ويلاحظ أحوالهم، وبين يديه المشرفون وخدام المرضى، وكان يكتب لهم ما يناسبهم، فيؤتى إليهم به في الحال، فإذا فرغ من ذلك طلع إلى القلعة، وتفقد مرضى السلطان، فإذا فرغ من ذلك، جلس في الإيوان الكبير يلقي دروس الطب على الأطباء والصيادلة، ويقرأ الطلاب، وتطرح المسائل الطبية، ولا يزال معهم في ذلك مقدار ثلاث ساعات، ثم يعود إلى داره.
وعندما زاره ابن جبير سنة 580هـ ذكر أن له قومة بأيديهم الأزمة المحتوية على أسماء المرضى، وعلى النفقات التي يحتاجون إليها من الأدوية والأغذية وغير ذلك، والأطباء يبكرون كل يوم ويتفقدون المرضى، ويأمرون بإعداد ما يصلحهم.